# Purwokerto Kidul
Purwokerto Kidul is een bestuurslaag in het regentschap Banyumas van de provincie Midden-Java, Indonesië. Purwokerto Kidul telt 5869 inwoners (volkstelling 2010).